# Peduncul floral

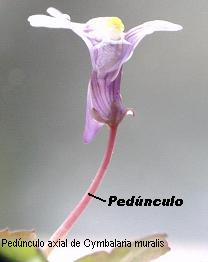

 Pedunculul floral este elementul prin care floarea se inserează pe ramura plantei, fiind porțiunea terminală a ramurii respective, spre deosebire de pedicel care, în cazul ramurilor cu mai multe flori, reprezintă suportul fiecărei flori în parte. Prezența bracteelor ne permite adesea să delimităm pedicelele.